# 新潟県道184号三和新井線
新潟県道184号三和新井線（にいがたけんどう184ごう さんわあらいせん）は、新潟県上越市から妙高市に至る一般県道。

## 概要
- 陸上距離：
- 起点：上越市三和区末野新田（ = 国道253号交点）
- 終点：妙高市下町（ = 新潟県道63号上越新井線交点）

## 通過する自治体
- 新潟県
  - 上越市 - 妙高市

## 主な接続路線
- 上越市
  - 国道253号（末野新田）
  - 新潟県道43号上越安塚浦川原線（島倉上 - 三和中前）
  - 新潟県道13号上越安塚柏崎線（井ノ口交差点）
  - 新潟県道302号本高津戸野目線（飯田）
  - 国道405号（高津 - 上十二ノ木）
  - 新潟県道198号青柳高田線（荒牧地内（無量寺前 - 深沢入口））
  - 新潟県道95号上越飯山線（曽根田交差点）
  - 新潟県道254号上小沢上越妙高停車場線（山部交差点）
  - 新潟県道30号新井柿崎線（吉増交差点）

以西は県道30号と重複

## 重複区間
- 新潟県道43号上越安塚浦川原線（上越市三和区島倉）
- 国道405号（上越市高津 - 上越市十二ノ木）
- 新潟県道198号青柳高田線（上越市清里区荒牧）
- 新潟県道30号新井柿崎線（上越市板倉区吉増 - 妙高市下町）